# 난포 박씨
난포 박씨(蘭浦朴氏)는 경상남도 남해군을 본관으로 하는 한국의 성씨이다.

## 참고 자료
- “난포박씨(蘭浦朴氏)”. 뿌리를 찾아서.[깨진 링크(과거 내용 찾기)]